# El libro de Urizen

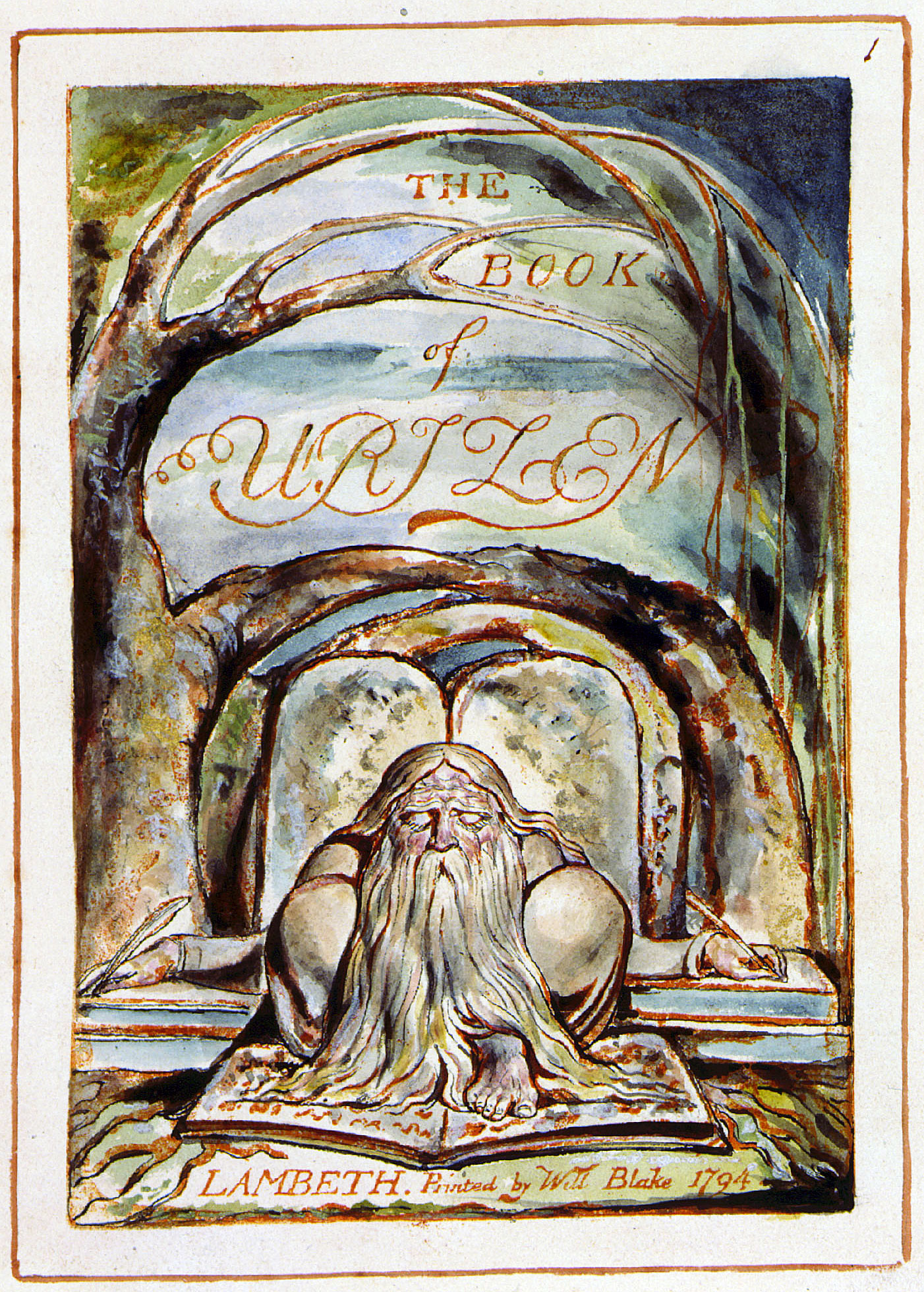
Frontispicio de The Book of Urizen, copia G (impreso 1818). Colección del Library of Congress.

The Book of Urizen (El libro de Urizen) es uno de los llamados Libros proféticos de William Blake. Ilustrado con sus propias planchas de grabados a buril, fue publicado originalmente como The First Book of Urizen (El primer libro de Urizen) en 1794, aunque este título se modificó para las ediciones posteriores. 
Considerado en muchos aspectos, tanto en formato como en contenido, una versión héterodoxa del Génesis, a través de este poema, Blake explora los temas fundamentales de la epistemología y la ontología, siendo Urizen la personificación de la encarnación de la sabiduría convencional y la ley.

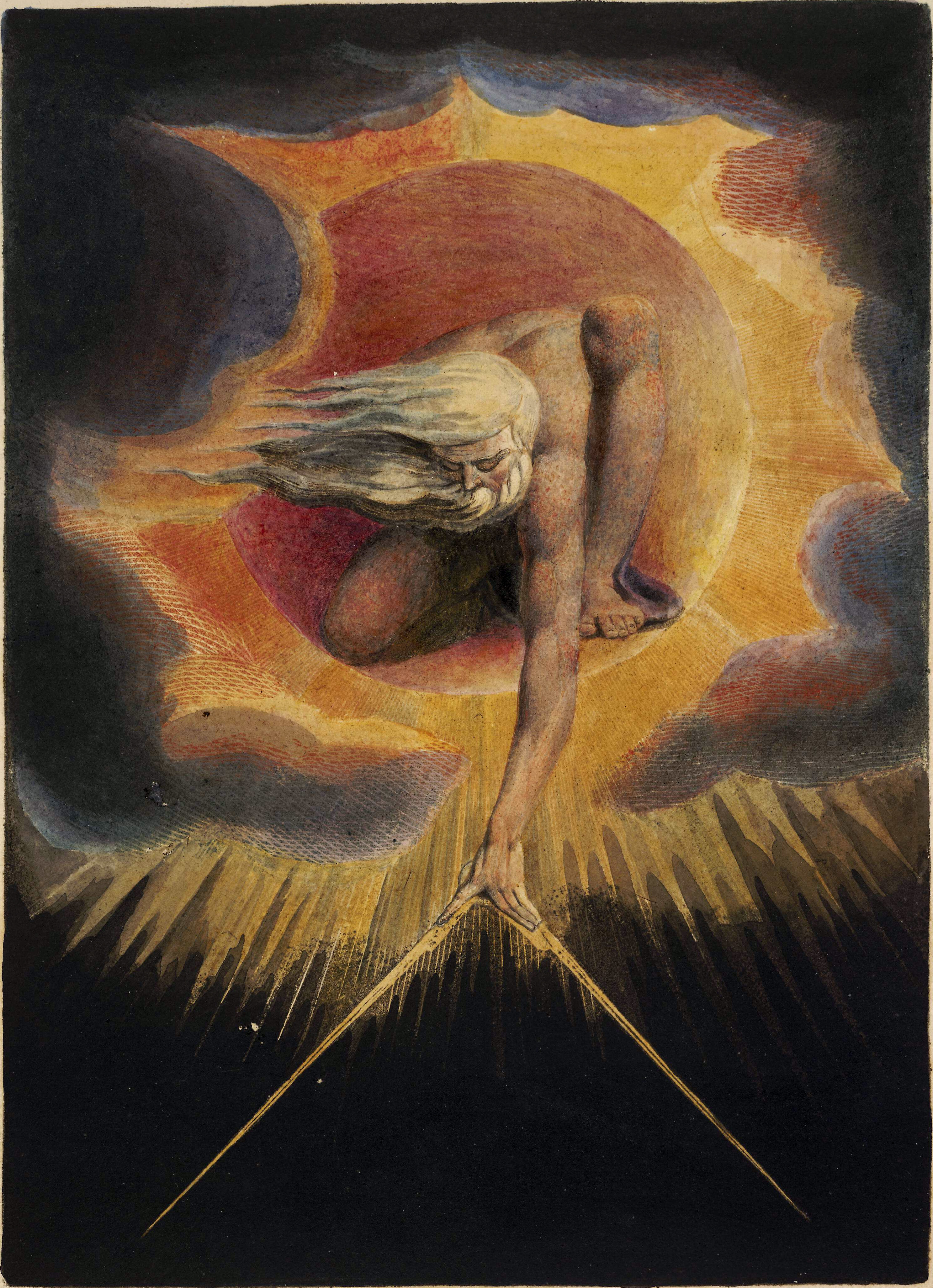
Urizen en El anciano de los días (The Ancient of Days), un grabado de Blake, de 23 x 17 cm (9 x 7 pulgadas), coloreado a la acuarela, originalmente publicado como frontispicio de su libro ilustrado de 1794, "Europa, una profecía".